# Association sportive et culturelle Notre-Dame-de-Toutes-Aides
Pour les articles homonymes, voir ASTA.
L’Association sportive et culturelle de Notre-Dame-de-Toutes-Aides (ou ASTA pour Association sportive de Toutes-Aides), est une association officiellement créée en 1922 dans les quartiers est de Nantes, mais qui existait déjà vers 1895. Les activités étaient alors réalisées dans le cadre du patronage de l'église Notre-Dame-de-Toutes-Aides, située non loin de là.
L’ASTA regroupe de nombreuses disciplines : randonnée pédestre, basket-ball, gymnastique, roller skating, sport-boules, tennis de table handisport et une section loisirs. Parmi la section roller skating (dénommée ASTARS), le club propose du patinage artistique, de la course, du roller derby, de la randonnée, du RIL Hockey, du rink hockey.
L'ASTA fut un des premiers clubs à mettre en place une section hockey fauteuil.

## ASTA Rink hockey

### Équipes Senior
L'ASTA, à la fin de la saison 2009/2010 terminant première du championnat de N2 Sud, a accédé à la N1 la saison suivante après vingt-cinq années d'absence au plus haut niveau français.

#### Palmarès senior
2009/2010 Vice-champion de France de N2

### Infrastructures
L'ensemble des infrastructures de l'association se trouvent dans le quartier Doulon - Bottière.

#### Croissant
Le centre sportif du Croissant situé rue du Croissant regroupe une salle de hockey sur roulettes en parquet d’une dimension de 48 m sur 28 m. Elle a une capacité d’accueil de 600 places, tout comme la seconde salle de judo d’une taille de 46 m sur 35 m.

#### Hangar
Le Hangar est un skatepark d'une superficie de 5 300 m2 avec une piste de rink hockey de 40 m sur 20 m situé 9 allée des Vinaigriers, non loin du boulevard de Seattle,
.

#### Salle Joseph Olivier
Cette salle, situé rue des Épinettes, à proximité de la mairie de Doulon et du lycée Notre-Dame-de-Toutes-Aides, porte le nom du premier président de l'ASTA (de 1922 à 1964), a pour dimension 34,5 m sur 18 m et une capacité de 350 places. Elle est aussi appelée salle de l'ASTA.